# 北湾镇
北湾镇，是中华人民共和国甘肃省白银市靖远县下辖的一个乡镇级行政单位。

## 行政区划
北湾镇下辖以下地区：
金山村、天字村、高崖村、古城村、北湾村、泰安村和中堡村。